# Grand Avenue-Newtown
Grand Avenue-Newtown è una fermata della metropolitana di New York situata sulla linea IND Queens Boulevard. Nel 2019 è stata utilizzata da 5 730 846 passeggeri. È servita dalla linea R sempre tranne di notte, dalla linea M durante i giorni feriali esclusa la notte, e dalla linea E solo di notte.

## Storia
La stazione fu aperta il 31 dicembre 1936.

## Strutture e impianti
La stazione è sotterranea, ha due banchine laterali e quattro binari, i due esterni per i treni locali e i due interni per quelli espressi. È posta per la maggior parte sotto edifici privati ad est dell'incrocio tra Queens Boulevard, Broadway e Grand Avenue, e possiede cinque ingressi, tre all'incrocio tra Queens Boulevard e 54th Avenue e due su Broadway.

## Interscambi
La stazione è servita da alcune autolinee gestite da MTA Bus e NYCT Bus.
- Fermata autobus